# Мухит, Алиби Серикулы
Алиби Серикулы Мухит (каз. Әліби Серікұлы Мұхит; род. 18 апреля 2004, Казахстан) — казахстанский футболист, нападающий клуба «Алтай».

## Клубная карьера
Футбольную карьеру начинал в 2021 году в составе клуба «Кайрат-Жастар» в первой лиге. 24 августа 2021 года в матче против клуба «Игилик» (2:0) дебютировал в первой лиге Казахстана. 19 июня 2022 года в матче против клуба «Яссы» (4:1) забил дебютный мяч в первой лиге Казахстана. 21 октября 2023 года в матче против клуба «Аксу» дебютировал в казахстанской Премьер-лиге (4:1), выйдя на замену на 79-й минуте вместо Жуана Паулу.
21 марта 2024 года на правах аренды стал игроком клуба «Каспий».
6 февраля 2025 года подписал контракт с клубом «Алтай».

## Карьера в сборной
31 января 2021 года дебютировал за сборную Казахстана до 17 лет в матче против сборной Таджикистана до 17 лет (1:7).
7 июня 2022 года дебютировал за сборную Казахстана до 19 лет в матче против сборной Азербайджана до 19 лет (1:1).

## Клубная статистика
| Клуб             | Сезон            | Лига | Лига | Кубки | Кубки | Еврокубки | Еврокубки | Итого | Итого |
| Клуб             | Сезон            | Игры | Голы | Игры  | Голы  | Игры      | Голы      | Игры  | Голы  |
| ---------------- | ---------------- | ---- | ---- | ----- | ----- | --------- | --------- | ----- | ----- |
| Кайрат           | 2022             | —    | —    | 0     | 0     | —         | —         | 0     | 0     |
| Кайрат           | 2023             | 1    | 0    | —     | —     | —         | —         | 1     | 0     |
| Кайрат           | Итого            | 1    | 0    | 0     | 0     | —         | —         | 1     | 0     |
| → Кайрат-Жастар  | 2021             | 3    | 0    | —     | —     | —         | —         | 3     | 0     |
| → Кайрат-Жастар  | 2022             | 26   | 10   | —     | —     | —         | —         | 26    | 10    |
| → Кайрат-Жастар  | 2023             | 23   | 10   | —     | —     | —         | —         | 23    | 10    |
| → Кайрат-Жастар  | Итого            | 52   | 20   | —     | —     | —         | —         | 52    | 20    |
| → Каспий         | 2024             | 14   | 0    | 3     | 0     | —         | —         | 17    | 0     |
| → Каспий         | Итого            | 14   | 0    | 3     | 0     | —         | —         | 17    | 0     |
| Алтай            | 2025             | —    | —    | —     | —     | —         | —         | —     | —     |
| Алтай            | Итого            | —    | —    | —     | —     | —         | —         | —     | —     |
| Всего за карьеру | Всего за карьеру | 67   | 20   | 3     | 0     | —         | —         | 70    | 20    |